# Ambasada Ekwadoru w Warszawie
Ambasada Ekwadoru w Warszawie (hiszp. Embajada del Ecuador en Varsovia) – misja dyplomatyczna Republiki Ekwadoru, funkcjonująca w latach 1961, 1974-1977, 1979-1983, 1988, 1991, 1993, 1998-2002, 2003-2006 i 2010-2014.

## Historia
Stosunki dyplomatyczne pomiędzy Polską i Ekwadorem nawiązano w 1935. Do 1939 Ekwador nie otworzył swojej placówki w Warszawie. W latach 1932–1939 funkcjonował jedynie konsulat w Gdańsku, m.in. przy Hopfengasse 93 (obecnie ul. Chmielna) (1935–1939).

### Chronologia
- 1946 – reaktywowanie stosunków dyplomatycznych
- 1961 – poselstwo Ekwadoru w Warszawie, Grand Hotel, ul. Krucza 28[1]
- 1962 – zerwanie przez Ekwador stosunków dyplomatycznych z Polską
- 1969 – reaktywowanie stosunków dyplomatycznych
- 1972–1974 – ambasada Ekwadoru akredytowana w Warszawie z siedzibą w Moskwie
- 1974–1977 – ambasada Ekwadoru w Warszawie, ul. Starościńska 1[2]
- 1977–1978 – ambasada Ekwadoru z siedzibą w Moskwie
- 1979–1983 – ambasada Ekwadoru w Warszawie, ul. Starościńska 1[3]
- 1986–1993 – ambasada Ekwadoru z siedzibą w Moskwie
- 1988 – Biuro Misji Dyplomatycznej Ekwadoru w Warszawie
- 1991 – ambasada Ekwadoru w Warszawie, ul. Marconich 11 (gł. siedziba w Moskwie)
- 1993 – ambasada Ekwadoru w Warszawie, ul. Starościńska 1b[4]
- 1995–1998 – ambasada Ekwadoru z siedzibą w Wiedniu
- 1998–2002 – ambasada Ekwadoru w Warszawie, ul. Rejtana 15 (2001-2002)
- 2002–2003 – przedstawicielstwo dyplomatyczne z siedzibą w Konsulacie Generalnym w Hamburgu
- 2003–2006 – ambasada Ekwadoru w Warszawie, ul. Rejtana 15
- 2006–2010 – ambasada Ekwadoru w Berlinie, Joachimsthaler Straße 12
- 2010–2014 – ambasada Ekwadoru w Warszawie, ul. Rejtana 15
- od 2014 – ambasada Ekwadoru w Berlinie, Joachimsthaler Straße 12
- w 2022 – ambasada Ekwadoru w Wiedniu, Goldschmiedgasse 10/205[5].